# Carmen Basilio
Carmen Basilio est un boxeur américain né le 2 avril 1927 à Canastota (État de New York) et mort le 7 novembre 2012  à Rochester, d'une pneumonie.

## Carrière
Il devient champion du monde des poids welters le 10 juin 1955 en battant à la 12e reprise Tony DeMarco. Il perd ce titre dès sa première défense face à Johnny Saxton le 14 mars 1956 mais prend sa revanche par arrêt de l'arbitre au 9e round le 12 septembre.
Basilio laisse sa ceinture vacante le 22 février 1957 afin d'affronter le champion du monde des poids moyens, Sugar Ray Robinson. Il l'emporte aux points le 23 septembre mais perd le combat revanche organisé le 25 mars 1958. Carmen Basilio met un terme à sa carrière en 1961 après trois nouveaux échecs dans sa tentative de redevenir champion des poids moyens: deux fois contre Gene Fullmer en 1959 et 1960 puis contre Paul Pender le 22 avril 1961.

## Distinctions
- Carmen Basilio est élu boxeur de l'année en 1957 par Ring Magazine.
- Basilio - DeMarco I est élu combat de l'année en 1955 par Ring Magazine.
- Basilio - Saxton II est élu combat de l'année en 1956.
- Basilio - Robinson I est élu combat de l'année en 1957.
- Robinson - Basilio II est élu combat de l'année en 1958.
- Fullmer - Basilio I est élu combat de l'année en 1959.
- Il est membre de l'International Boxing Hall of Fame depuis sa création en 1990.
- En 2012 une photo représentant le combat Basilio - DeMarco est sélectionné par Sports Illustrated dans les 100 Greatest Sports Photos of All Time, avec pour légende "Carmen Basilio (right) celebrates with his cornermen after knocking out Tony DeMarco (left) in the 12th round for the world welterweight title."